# Milan Lackovič
Milan Lackovič (* 22. listopadu 1960) je bývalý slovenský fotbalista, obránce.

## Fotbalová kariéra
V lize hrál za Spartak Trnava a na vojně za Duklu Banská Bystrica. V československé lize nastoupil v 98 utkáních, odehrál 7 025 minut a vsítil 4 goly. V nižších soutěžích hrál i za Slovan Agro Levice.

## Ligová bilance
| Ročník                                   | Zápasy | Góly | Minuty | Klub                  |
| ---------------------------------------- | ------ | ---- | ------ | --------------------- |
| 1. československá fotbalová liga 1979/80 | 13     | 0    | 891    | Spartak Trnava        |
| 1. československá fotbalová liga 1980/81 | 4      | 0    | 267    | Spartak Trnava        |
| 1. československá fotbalová liga 1981/82 | 4      | 0    | 71     | Spartak Trnava        |
| 1. československá fotbalová liga 1982/83 | 29     | 0    | 2610   | Spartak Trnava        |
| 1. československá fotbalová liga 1983/84 | 17     | 1    | 956    | Dukla Banská Bystrica |
| 1. československá fotbalová liga 1984/85 | 16     | 2    | 1229   | Dukla Banská Bystrica |
| 1. československá fotbalová liga 1985/86 | 15     | 1    | 1001   | Spartak Trnava        |
| CELKEM                                   | 98     | 4    | 7025   |                       |